# Campionato panamericano maschile di pallamano 2014
Il Campionato panamericano maschile di pallamano 2014 è stato la 16ª edizione del torneo organizzato dalla Pan-American Team Handball Federation, valido anche come qualificazione al Campionato mondiale maschile di pallamano 2015. Il torneo si è svolto dal 23 al 29 giugno 2014 a Canelones, in Uruguay. L'Argentina ha vinto il titolo per la sesta volta, la terza consecutiva, battendo in finale il Brasile.

## Regolamento
Le 8 squadre partecipanti sono state divise in due gruppi di 4 squadre. Le prime due classificate si sono qualificate per la fase finale.

Le prime tre squadre della classifica finale si sono qualificate per il Campionato mondiale maschile di pallamano 2015.

## Fase a gironi

### Gruppo A
| Squadra     | P.ti | G | V | N | P | F   | S   | DR  |
| ----------- | ---- | - | - | - | - | --- | --- | --- |
| Brasile     | 6    | 3 | 3 | 0 | 0 | 114 | 44  | +70 |
| Uruguay     | 4    | 3 | 2 | 0 | 1 | 78  | 74  | +4  |
| Stati Uniti | 2    | 3 | 1 | 0 | 2 | 74  | 83  | -9  |
| Guatemala   | 0    | 3 | 0 | 0 | 3 | 59  | 124 | -65 |

| Canelones 24 giugno 2014, ore 18:00 UTC-3 | Stati Uniti | 17 – 28 (8-15) | Brasile | Estadio Sergio Matto |

| Canelones 24 giugno 2014, ore 20:00 UTC-3 | Uruguay | 36 – 19 (17-9) | Guatemala | Estadio Sergio Matto |

| Canelones 25 giugno 2014, ore 168:00 UTC-3 | Brasile | 54 – 12 (28-4) | Guatemala | Estadio Sergio Matto |

| Canelones 25 giugno 2014, ore 20:00 UTC-3 | Uruguay | 27 – 23 (15-5) | Stati Uniti | Estadio Sergio Matto |

| Canelones 26 giugno 2014, ore 14:00 UTC-3 | Stati Uniti | 34 – 28 (13-12) | Guatemala | Estadio Sergio Matto |

| Canelones 26 giugno 2014, ore 20:00 UTC-3 | Uruguay | 15 – 32 (7-15) | Brasile | Estadio Sergio Matto |

### Gruppo B
| Squadra     | P.ti | G | V | N | P | F   | S   | DR  |
| ----------- | ---- | - | - | - | - | --- | --- | --- |
| Argentina   | 6    | 3 | 3 | 0 | 0 | 100 | 55  | +45 |
| Cile        | 4    | 3 | 2 | 0 | 1 | 82  | 76  | +6  |
| Groenlandia | 2    | 3 | 1 | 0 | 2 | 77  | 86  | -9  |
| Messico     | 0    | 3 | 0 | 0 | 3 | 58  | 100 | -42 |

| Canelones 23 giugno 2014, ore 16:30 UTC-3 | Cile | 34 – 18 (15-9) | Messico | Estadio Sergio Matto |

| Canelones 23 giugno 2014, ore 18:30 UTC-3 | Argentina | 33 – 20 (14-12) | Groenlandia | Estadio Sergio Matto |

| Canelones 25 giugno 2014, ore 14:00 UTC-3 | Argentina | 33 – 16 (18-8) | Messico | Estadio Sergio Matto |

| Canelones 25 giugno 2014, ore 18:00 UTC-3 | Groenlandia | 24 – 29 (12-13) | Cile | Estadio Sergio Matto |

| Canelones 26 giugno 2014, ore 16:00 UTC-3 | Groenlandia | 33 – 24 (17-12) | Messico | Estadio Sergio Matto |

| Canelones 26 giugno 2014, ore 18:00 UTC-3 | Argentina | 34 – 19 (16-12) | Cile | Estadio Sergio Matto |

## Fase finale

### Tabellone principale
|  | Semifinali | Semifinali | Semifinali |           |         | Finale          | Finale          | Finale          |  |
|  |            |            |            |           |         |                 |                 |                 |  |
|  | Brasile    | Brasile    | 36         |           |         |                 |                 |                 |  |
|  | Brasile    | Brasile    | 36         |           |         |                 |                 |                 |  |
|  | Cile       | Cile       | 28         |           |         |                 |                 |                 |  |
|  | Cile       | Cile       | 28         |           | Brasile | Brasile         | 19              |                 |  |
|  |            |            |            |           | Brasile | Brasile         | 19              |                 |  |
|  |            |            | Argentina  | Argentina | 30      |                 |                 |                 |  |
|  | Argentina  | Argentina  | Argentina  | Argentina | 30      | 30              |                 |                 |  |
|  | Argentina  | Argentina  |            |           |         | 30              |                 |                 |  |
|  | Uruguay    | Uruguay    | 16         |           |         | Finale 3º posto | Finale 3º posto | Finale 3º posto |  |
|  | Uruguay    | Uruguay    | 16         |           |         |                 |                 |                 |  |
|  |            |            |            |           |         |                 |                 |                 |  |
|  |            |            |            |           |         | Cile            | Cile            | 25              |  |
|  |            |            |            |           |         | Cile            | Cile            | 25              |  |
|  |            |            |            |           |         | Uruguay         | Uruguay         | 24              |  |

#### Semifinali
| Canelones 28 giugno 2014, ore 14:00 UTC-3 | Argentina | 30 – 16 (18-6) | Uruguay | Estadio Sergio Matto |

| Canelones 28 giugno 2012, ore 18:00 UTC-3 | Brasile | 36 – 28 (16-13) | Cile | Estadio Sergio Matto |

#### Finale 3º posto
| Canelones 29 giugno 2014, ore 18:00 UTC-3 | Cile | 25 – 24 (13-13) | Uruguay | Estadio Sergio Matto |

#### Finalissima
| Canelones 29 giugno 2012, ore 20:00 UTC-3 | Brasile | 19 – 30 (12-15) | Argentina | Estadio Sergio Matto |

### Incontri dal 5º all'8º posto
|  | Semifinali 5º/8º posto | Semifinali 5º/8º posto | Semifinali 5º/8º posto |             |             | Finale 5º posto | Finale 5º posto | Finale 5º posto |  |
|  |                        |                        |                        |             |             |                 |                 |                 |  |
|  | Stati Uniti            | Stati Uniti            | 41                     |             |             |                 |                 |                 |  |
|  | Stati Uniti            | Stati Uniti            | 41                     |             |             |                 |                 |                 |  |
|  | Messico                | Messico                | 28                     |             |             |                 |                 |                 |  |
|  | Messico                | Messico                | 28                     |             | Stati Uniti | Stati Uniti     | 32              |                 |  |
|  |                        |                        |                        |             | Stati Uniti | Stati Uniti     | 32              |                 |  |
|  |                        |                        | Groenlandia            | Groenlandia | 43          |                 |                 |                 |  |
|  | Groenlandia            | Groenlandia            | Groenlandia            | Groenlandia | 43          | 44              |                 |                 |  |
|  | Groenlandia            | Groenlandia            |                        |             |             | 44              |                 |                 |  |
|  | Guatemala              | Guatemala              | 24                     |             |             | Finale 7º posto | Finale 7º posto | Finale 7º posto |  |
|  | Guatemala              | Guatemala              | 24                     |             |             |                 |                 |                 |  |
|  |                        |                        |                        |             |             |                 |                 |                 |  |
|  |                        |                        |                        |             |             | Messico         | Messico         | 37              |  |
|  |                        |                        |                        |             |             | Messico         | Messico         | 37              |  |
|  |                        |                        |                        |             |             | Guatemala       | Guatemala       | 16              |  |

#### Semifinali 5º/8º posto
| Canelones 28 giugno 2014, ore 16:00 UTC-3 | Groenlandia | 44 – 24 (25-12) | Guatemala | Estadio Sergio Matto |

| Canelones 28 giugno 2012, ore 20:00 UTC-3 | Stati Uniti | 41 – 28 (20-12) | Messico | Estadio Sergio Matto |

#### Finale 7º posto
| Canelones 29 giugno 2014, ore 17:00 UTC-3 | Messico | 37 – 16 (15-9) | Guatemala | Estadio Sergio Matto |

#### Finale 5º posto
| Canelones 29 giugno 2014, ore 16:00 UTC-3 | Stati Uniti | 32 – 43 (14-25) | Groenlandia | Estadio Sergio Matto |

## Campione
ARGENTINA
(6º titolo)

## Classifica finale
|  | Campione panamericano, qualificata al Campionato mondiale maschile di pallamano 2015. |
|  | Qualificata al Campionato mondiale maschile di pallamano 2015.                        |

| Pos.    | Nazione     |
| ------- | ----------- |
| Oro     | Argentina   |
| Argento | Brasile     |
| Bronzo  | Cile        |
| 4       | Uruguay     |
| 5       | Groenlandia |
| 6       | Stati Uniti |
| 7       | Messico     |
| 8       | Guatemala   |